# Song Dong-wook
Song Dong-wook (kor. 송동욱; * 20. August 1962 in Seoul) ist ein ehemaliger südkoreanischer Tennisspieler.

## Werdegang
Song Dong-wook konnte in seiner Karriere keine größeren Erfolge auf der ATP Challenger Tour oder höher erzielen. Auch für Grand-Slam-Turniere konnte er sich nie qualifizieren.
Er nahm im Jahr 1988 an den Olympischen Spielen in seiner Geburtsstadt Seoul teil. In der Auftaktrunde der Einzelkonkurrenz unterlag er dem US-Amerikaner Tim Mayotte in drei Sätzen und schied damit aus.
Song Dong-wook bestritt zwischen 1981 und 1989 insgesamt 15 Begegnungen für die südkoreanische Davis-Cup-Mannschaft. Dabei ist seine Einzelbilanz mit 7:7 ausgeglichen, während seine Doppelbilanz mit 6:5 positiv ist.